# Objętość właściwa
Objętość właściwa – objętość zajmowana w dowolnych warunkach przez substancję o masie 1 kg, wyrażona w metrach sześciennych na kilogram. Jest odwrotnością gęstości i wyraża się wzorem
{\displaystyle v={\frac {V}{m}}={\frac {1}{\rho }},}
gdzie:
{\displaystyle V} – objętość,
{\displaystyle m} – masa ciała,
{\displaystyle \rho } – gęstość.
Objętość właściwa odnosi się zwykle do gazów i jest jedną z funkcji stanu. Znając jej wartość i wartość dowolnego innego parametru stanu, można wyznaczyć pozostałe funkcje i parametry stanu.
Z parametrów fizycznych największy wpływ na objętość właściwą ma ciśnienie. Przykładowo, podczas przepływu pary wodnej przez turbinę parową w typowej elektrowni kondensacyjnej następuje wzrost objętości właściwej o kilkaset, a nawet ponad tysiąc razy. Tak duża różnica wynika z dużej różnicy ciśnienia pary: na wlocie do turbiny – rzędu kilkunastu megapaskali, a na wylocie – kilku kilopaskali.